# Bašta č. 1 (Paříž)
Bašta č. 1 (bastion no 1) je zachovaná část bývalých pařížských hradeb. Bašta se nachází ve 12. pařížském obvodu.

## Umístění
Bašta se nachází u Boulevardu Poniatowski, na jihovýchodě 12. obvodu. Od Seiny je oddělena nábřežím Quai de Bercy a od mimoúrovňové křižovatky Porte de Bercy ulicí Rue Robert-Etlin.

## Historie
Bašta č. 1 vznikla v rámci výstavby Thiersových hradeb v letech 1841-1845. Když byly v roce 1919 hradby strženy, byla bašta jedním z mála jejích prvků, které zůstaly zachovány.
Bašta je od 21. května 1970 chráněna jako historická památka.